# Zodiac (группа)
«Zodiac» (латыш. Zodiaks, рус. Зодиа́к) — советская и латвийская музыкальная группа, играющая преимущественно инструментальную музыку в жанре синти.
«Зодиак» была одной из первых советских групп, исполнявших электронную музыку. Основной тематикой композиций являются космос и научная фантастика (в середине 1980-х годов группа поменяла тематику).

## История
Инструментальная группа «Зодиак» под управлением Яниса Лусенса (родился 7 апреля 1959 года) была организована в конце 1970-х студентами Латвийской государственной консерватории им. Я. Витола на базе кафедры электронных музыкальных инструментов. Активное участие в становлении «Зодиака» приняли также музыканты самодеятельной джаз-рок-группы «Арка» под руководством Юриса Кулакова и известный рижский звукорежиссёр, дирижёр и композитор Александр Грива, записавший два первых альбома группы (его дочь Зане была вокалисткой и второй клавишницей в первом составе группы).
Ансамбль начал исполнять необычную для советской эстрады электронно-синтезаторную музыку с «космическими» звуками: на Яниса Лусенса повлияли такие музыканты, как Tangerine Dream, Space, Жан-Мишель Жарр, Майк Олдфилд, Вангелис. Дебютный альбом Disco Alliance был выпущен в 1980 году. Тогда же латвийские музыканты написали саундтрек к документальному фильму о космонавтах «Звёздная палитра», в ходе работы посетив Звёздный городок и познакомившись с космонавтами.
Названия композиций на следующем альбоме «Музыка во Вселенной» недвусмысленно отсылают к космической теме.
В 1982 году ансамбль успешно выступал в Москве в эстрадной программе «Молодость Балтики», проходившей в рамках заключительного концерта фестиваля «Московские звёзды», посвящённого 60-летию образования СССР и XIX съезду ВЛКСМ.
После успешного выступления в Москве Янису Лусенсу предложили гастроли по СССР, но он отказался, так как для этого пришлось бы оставить учёбу в консерватории, в результате чего его могли призвать в армию. В конечном итоге Лусенс ушёл из первого состава группы и после окончания консерватории начал работать в области академической музыки.
Записи «Зодиака» разошлись по СССР большими тиражами. По данным фирмы Мелодия, до 26 августа 1983 года было продано 5 848 980 экземпляров Disco Alliance и 1 703 800 — Музыка во Вселенной.
Композиции группы широко использовались для музыкального оформления фильмов и телепередач.
Третий номерной концептуальный альбом, посвящённый латышской культуре и архитектуре Риги,  был выпущен в 1988 году под названием «In memoriam» («В память»). На нём композитор Лусенс, вернувшийся ненадолго к электронной музыке, продемонстрировал некоторый уклон в сторону арт-рока с активным использованием вокала.
После распада СССР ансамбль прекратил существование, однако с середины 2000-х выступления со старым материалом возобновились.
В 2015 году группа выпустила альбом «Pacific Time», содержащий современные обработки композиций с первых двух альбомов группы, а также две новые композиции.

## Первый состав
- Янис Лусенс (синтезатор ARP Odyssey[англ.])
- Андрис Силис (гитара)
- Зане Грива (клавишные, вокал)
- Андрис Рейнис (ударные)
- Айнарс Ашманис (бас-гитара)

## Участники последующих составов группы
- Майя Лусена (вокал)
- Зигфрид Муктупавелс (скрипка, вокал)
- Айварс Гудрайс (гитара)
- Иварс Пилька (бас-гитара)
- Дзинтарс Сагенс (гитара)
- Гунтис Звиргздиньш (синтезатор)

## Дискография
- 1980 — Disco Alliance
- 1982 — Музыка во Вселенной
- 1985 — Музыка из кинофильмов[5]
- 1989 — In memoriam
- 1991 — Mākoņi (Облака)
- 1996 — Dedication
- 2006 — Mirušais gadsimts (Умершее столетие)
- 2008 — Best
- 2014 — Pacific Time